# Wosk pisarski

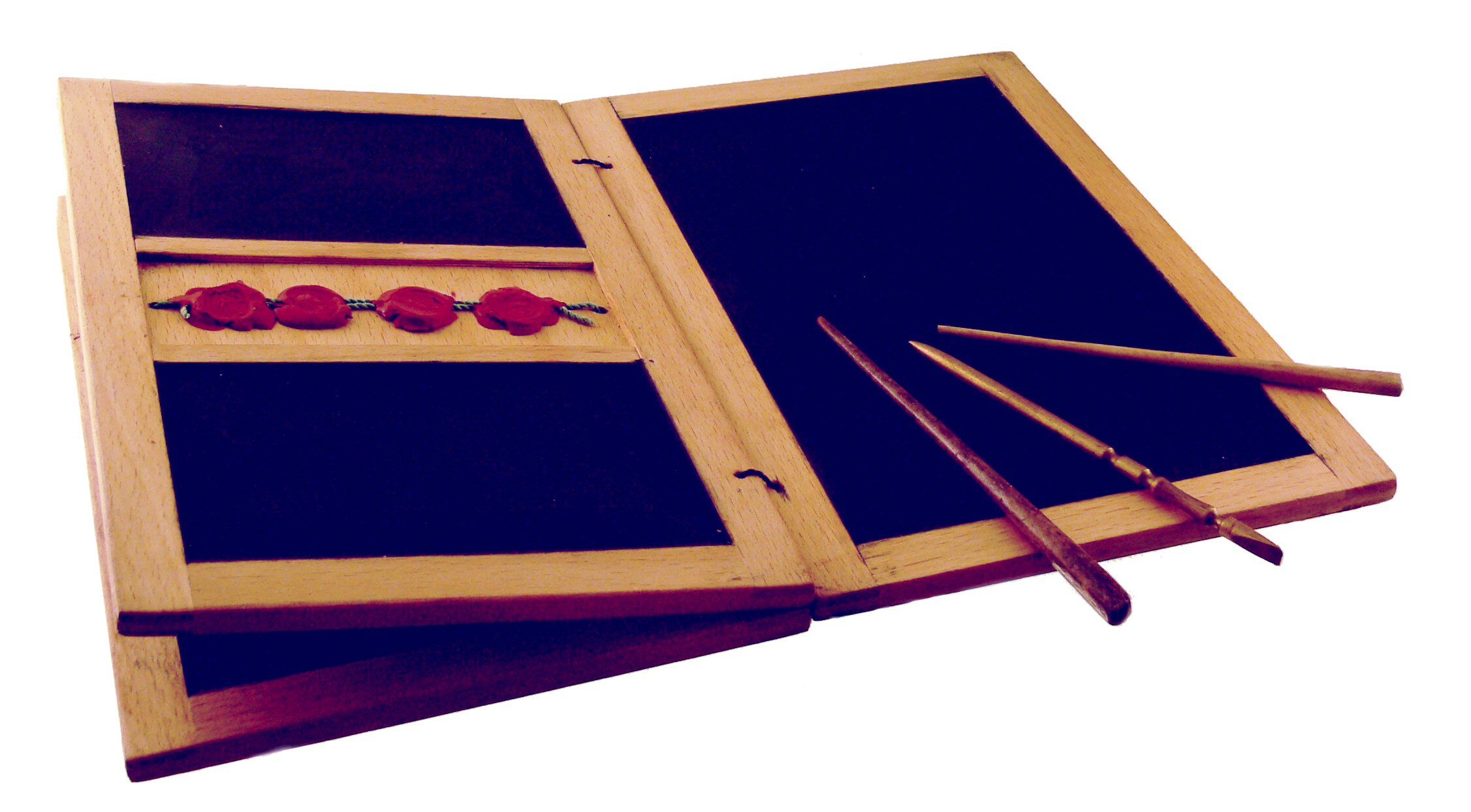
Rekonstrukcja tabliczki pisarskiej z czasów starożytnego Rzymu

Wosk pisarski był drugim - obok papirusu - materiałem pisarskim starożytności i wczesnego średniowiecza. Powleczone warstwą wosku drewniane tabliczki służyły do zapisków ulotnych, z założenia nietrwałych: rachunków, ćwiczeń szkolnych, notatek. Do pisania służył stylus, metalowy pręcik zakończony z jednej strony ostro, do rycia w wosku znaków, z drugiej zaś okrągłą główką – do wymazywania. 
Tabliczki woskowe mogły być pojedyncze lub składane po kilka w kodeksy. Dwie tabliczki nazywano dyptychem, trzy tryptychem, więcej poliptychem. Najstarsze znane nam zapiski na woskowych tabliczkach pochodzą z I wieku po Chr. i zostały odnalezione w Pompejach. Woskowe tabliczki długo były niezastąpione jako materiał pisarski do szkolnych ćwiczeń i wprawek: w tym charakterze używano ich aż po kres średniowiecza, również w Polsce.